# Didier Laget
Didier Laget (* 1957 in Clermont-Ferrand, Frankreich) ist ein französischer Musiker und Schriftsteller im Bereich der Kinder- und Jugendliteratur.

## Leben
1970 begann Laget ein Gitarrenstudium am Conservatoire Nationale de Musique in Tours (Frankreich).
1976–1986 absolvierte er Europatourneen mit der britischen Band Sunny Jim Band.
Seit 2005 schreibt er in Berlin mit Beate Dölling.

## Werke
- Voll verknallt in Lilli, Duden, 2015, (mit Beate Dölling)
- Gruselgeschichten, Duden Lesedetektive 2013, (mit Beate Dölling)
- Lügenbeichte, Thriller, dtv 2012 (mit Beate Dölling)
- Luise und der Austauschschüler, Duden Lesedetektive,  2012 (mit Beate Dölling)
- Großer Bruder gesucht, Duden Lesedetektive, 2010 (mit Beate Dölling)
- The Pommes - Zerreissprobe, 3. Band, Schott 2010 (mit Beate Dölling)
- The Pommes - Lampenfieber, 2. Band, Schott 2010 (mit Beate Dölling)
- Auf dem Dach, Thriller, Sauerländer 2010 (mit Beate Dölling)
- Ein Bär reißt aus, Duden Lesedetektive, 2009 (mit Beate Dölling)
- The Pommes - Drummer Gesucht!, 1. Band, Schott 2009 (mit Beate Dölling)
- Küsse kennen keine Grenzen, dtvgirl, 2008 (mit Beate Dölling)
- Steffi wird berühmt, Sauerländer, 2008 (mit Beate Dölling)
- Kim liebt Kai, Sauerländer, 2007 (mit Beate Dölling)